# Guy Thauvette
Pour les articles homonymes, voir Thauvette.
Guy Thauvette, né le 19 mars 1944 à Pointe-des-Cascades, dans le comté de Soulanges, est un acteur et scénariste québécois.

## Théâtre
- 1969 : T'es pas tannée, Jeanne d'Arc ? : Le Grand Cirque ordinaire
- 1970 : La Famille transparente? : Le Grand Cirque ordinaire
- 1970 : Alice au pays du sommeil : Le Grand Cirque ordinaire
- 1971 : T'en rappelles-tu Pibrac ? ou le québécoi : Le Grand Cirque ordinaire
- 1973 : L'Opéra des pauvres : Le Grand Cirque ordinaire
- 1974 : La Tragédie américaine de l'enfant prodigue : Le Grand Cirque ordinaire
- 1977 : Les Fiancés de Rose Latulippe : Le Grand Cirque ordinaire
- 1986 : Avec Lorenzo à mes côtés : Le Grand Cirque ordinaire
- 1989 : Les Jumeaux d'Urantia: Théâtre d'Aujourd'hui, mise en scène Lorraine Pintal
- 1998 : Being at Home with Claude : Théâtre de Quat'sou
- 2002 : Léviathan Coccyx : Théâtre Blanc, Québec et Le Poche, Genève
- 2006 : Les Mains sales : Théâtre du Trident

## Filmographie

### Comme acteur
- 1967 : Le Grand Rock (The Big Rock)
- 1971 : Le Grand film ordinaire (The Great Ordinary Movie)
- 1972 : Montréal blues
- 1975 : L'Amour blessé
- 1976 : L'Absence : François
- 1977 : L'Âge de la machine (The Machine Age)
- 1980 : L'Homme à tout faire (Handyman) : joueur de cartes
- 1983 : Lucien Brouillard
- 1983 : Maria Chapdelaine : Esdras
- 1985 : Visage pâle : Richard, un bum
- 1986 : Anne Trister : Thomas
- 1987 : Le Frère André (Brother Andre) : Dr Parizeau
- 1987 : Les Fous de Bassan (In the Shadow of the Wind) : Patrick Atkins
- 1989 : Sous les draps, les étoiles
- 1990 : Rafales (Blizzard)
- 1990 : Cargo : Marcel
- 1992 : La Fenêtre : Louis
- 1993 : Thirty Two Short Films About Glenn Gould (32 Curtas Metragens Sobre Glenn Gould (Portugal), Glenn Gould - 32 lyhytelokuvaa (Finlandais), Trente-deux films brefs sur Glenn Gould) : Trucker #2
- 1999 : Le Souper
- 2002 : Au fil de l'eau (Waterfront Dreams) : Simon
- 2002 : Arrête-moi si tu peux (Catch Me If You Can) : Warden Garren
- 2004 : L'Espérance : Valentin Deuxmontagnes, le barbier
- 2004 : Mémoires affectives : Joseph
- 2005 : Papa
- 2006 : Un dimanche à Kigali : général Roméo Dallaire
- 2006 : Le Secret de ma mère : Jos
- 2008 : Un été sans point ni coup sûr de Francis Leclerc : M. Audet
- 2008 : L'instinct de mort de Jean-François Richet : le directeur de l'USC
- 2008 : Le Déserteur : Pierre Lacasse
- 2013 : Vic+Flo ont vu un ours de Denis Côté : Yvon Champagne
- 2017 : Pieds nus dans l'aube : oncle Richard
- 2017 : Le Problème d'infiltration : Turcotte, le patient
- 2019 : Ca$h Nexus : Emmanuel, le père
- 2020 : Mafia Inc. : le juge
- 2020 : Le Club Vinland : frère Roséa
- 2022 : Norbourg de Maxime Giroux : Paul-Émile Trudel
- 2023 : Les Chambres rouges : le juge Marcel Godbout
- 2024 : Se fondre de Simon Lavoie : détenu

### Comme scénariste
- 1987 : Rue du clown triste (coscénariste avec Léa-Marie Cantin)
- 1991 : Love moi (Suggestions)

## Télévision

### Comme acteur
- 1966-1967 : Suivez cet homme
- 1976-1976 : XL- 11484 (téléthéâtre)
- 1979-1979 : La Femme au géranium (téléthéâtre)
- 1980 : Au jour le jour : François
- 1982 : Les Fils de la liberté : Langlois
- 1984 : La Pépinière : Gaston
- 1984 : Le Parc des braves : Jonathan Lorrain
- 1986 : Miami Vice : Marcel (saison 2, épisode 14)
- 1988 : L’Héritage  : Charles canton (saison 2, épisode 9)
- 1989 : The Rainbow Warrior Conspiracy (téléfilm)
- 1990 : D'amour et d'amitié : Robert Hébert
- 1992 : Scoop : Inspecteur Poitras
- 1992 : Graffiti : Guillaume Cardin
- 1992 : Montréal P.Q. : Albert Perron
- 1993 : Les grands procès : Fred Rose
- 1993 : Sous un ciel variable : Germain Valois
- 1994 : La Princesse astronaute : Le roi Colère
- 1995 : 4 et demi... : Serge Dion, père de François
- 1996 : Innocence : John
- 1998 : Ces enfants d'ailleurs - La Suite : Jerzy Pawloski
- 1998 : Bouscotte : Thomas Tamasse
- 2002 : Asbestos : Chef de police Turcotte
- 2005 : Fortier : Leblanc
- 2005 : Félix Leclerc : Léo Leclerc
- 2009 : Le Gentleman : Germain Cadieux
- 2010 : Toute la vérité : Juge Deraspe
- 2010 : Les Rescapés : Bouchard
- 2012 : Apparences : Paul
- 2012 : Tu m'aimes-tu ? : Gilles
- 2012 : Lance et compte : La Déchirure : Jean Bernard, père de Joannie
- 2013 : Mon meilleur ami : Jean-Pierre Ramsay
- 2015 : Marche à l'ombre : Alain